# 영 카이
막스 알로이시오 장(Max Aloysius Zhang, 2000년 8월 9일 ~ )은 영 카이(yung kai)라는 예명으로도 알려진 중국계 캐나다인 싱어송라이터이자 음악가이다.
2024년에 발매한 싱글 〈Blue〉로 잘 알려져 있다. 이 곡은 틱톡과 인스타그램에서 입소문을 타며 바이럴 히트를 기록했고, 빌보드 글로벌 200 차트에서 최고 19위까지 올랐다. 또한 필리핀 핫 100 차트에서 5위권에 진입했으며, 인도네시아 송즈(Indonesia Songs) 차트에서는 1위를 기록하였다.

## 어린 시절
영 카이는 2000년 8월 9일 캐나다에서 태어났다. 중국 상하이에서 자라며 어린 시절을 보냈고, 이후 밴쿠버로 다시 이주하였다. 어린 시절부터 드럼, 피아노, 기타 연주를 배웠으며, 2018년부터는 취미로 비트를 만들며 음악 제작도 시작하였다.

## 경력
밴쿠버를 기반으로 활동하는 영 카이는 틱톡에 커버 영상을 업로드하며 자신의 미디어 존재감을 키우기 시작하였고, Bbno$ 등 여러 아티스트와 협업하기도 했다.
2024년, 그의 싱글 〈Blue〉가 틱톡을 비롯한 페이스북과 인스타그램 등 다양한 소셜 미디어 플랫폼에서 입소문을 타며 바이럴 히트를 기록하였고, 이를 통해 대중적인 인지도를 얻게 되었다. 이후 그는 연예 기획사인 Wasserman의 매니지먼트를 받게 되었다.
2025년에는 Wanderland 음악 페스티벌 10주년 무대에 출연하였다.

## 음악적 영향과 예술성
영 카이는 라우페이, 케시, 하이어 브라더스, 웨이브 투 어스와 같은 뮤지션들로부터 영향을 받았으며, 이들을 자신의 가장 큰 영감의 원천이라고 언급했다.
그의 음악 스타일은 상당히 다르지만, 주스 월드, XXX텐타시온, 영 떡 등의 래퍼들에게서도 영감을 받았다.
영 카이의 음악은 그의 침실에 마련된 홈 스튜디오에서 제작된다.

## 디스코그래피

### 싱글
| 제목                                                                     | 발매 연도 | 캐나다 | 홍콩 | 인도네시아 | 한국 | 말레이시아 | 필리핀 | 싱가포르 | 태국 | 글로벌 200 | 인증         | 앨범        |
| ------------------------------------------------------------------------ | --------- | ------ | ---- | ---------- | ---- | ---------- | ------ | -------- | ---- | ---------- | ------------ | ----------- |
| Listen to This When You're Down <3                                       | 2022      | —      | —    | —          | —    | —          | —      | —        | —    | —          | —            | 비앨범 싱글 |
| Wildflower                                                               | 2024      | —      | —    | —          | —    | —          | —      | —        | —    | —          | —            | 비앨범 싱글 |
| Blue                                                                     | 2024      | 92     | 12   | 1          | 134  | 2          | 4      | 3        | 16   | 39         | 캐나다: 골드 | 비앨범 싱글 |
| Do You Think You Could Love Me?                                          | 2025      | —      | —    | —          | —    | —          | —      | —        | —    | —          | —            | 비앨범 싱글 |
| "—" 표시는 해당 지역에서 차트 진입을 하지 않았거나 미발매된 곡을 의미함. |           |        |      |            |      |            |        |          |      |            |              |             |